# Càlcul funcional holomorf
En matemàtiques, el càlcul funcional holomorf és el càlcul funcional amb funcions holomorfes. És a dir, donats una funció holomorfa f d'argument complex z i un operador T, l'objectiu és construir un operador, f(T), que estengui la funció f d'un argument complex a un argument operador.
Aquest article discuteix el cas en què T és un operador lineal afitat en un espai de Banach. En particular, T pot ser una matriu quadrada a entrades complexes, un cas que usarem per il·lustrar el càlcul funcional i proporcionar algunes indicacions heurístiques per les suposicions que intervenen en la construcció general.

## Motivació

### Necessitat d'un càlcul funcional general
En aquesta secció, suposarem que T és una matriu n × n a entrades complexes.
Si una funció f és d'un cert tipus especial, existeixen maneres naturals de definir f(T). Per exemple, si
{\displaystyle p(z)=\sum _{i=0}^{m}a_{i}z^{i}}
és un polinomi complex, hom pot substituir simplement z per T i definir així
{\displaystyle p(T)=\sum _{i=0}^{m}a_{i}T^{i}}
on T0 = I, la matriu identitat. Aquest és el càlcul funcional polinòmic. És un homomorfisme de l'anell de 
polinomis a l'anell de matrius n × n.
Estenent lleugerament aquest concepte des dels polinomis, si f: ℂ → ℂ és holomorfa arreu, és a dir, una funció entera, amb sèrie de MacLaurin
{\displaystyle f(z)=\sum _{i=0}^{\infty }a_{i}z^{i},}
podem definir
{\displaystyle f(T)=\sum _{i=0}^{\infty }a_{i}T^{i}.}
Com que la sèrie de MacLaurin convergeix arreu, la sèrie anterior convergeix un cop escollida una norma operacional. Un exemple és l'exponencial d'una matriu. Substituint z per T en la sèrie de MacLaurin de f(z) = ez tenim
{\displaystyle f(T)=e^{T}=I+T+{\frac {T^{2}}{2!}}+{\frac {T^{3}}{3!}}+\cdots .}
El requeriment de què la sèrie de MacLaurin de f convergeixi arreu es pot relaxar lleugerament. Pel que hem vist, és evident que tot el que necessitem és que el radi de convergència de la sèrie de MacLaurin sigui més gran que ǁTǁ, la norma operacional de T. Això amplia la família de funcions f per les quals f(T) es pot definir usant l'aproximació anterior. Això no obstant, no és completament satisfactori. Per exemple, és un fet de la teoria de matrius que qualsevol T no-singular té un logaritme S, en el sentit que eS = T. Seria desitjable tenir un càlcul funcional que ens permetés definir, per un T no-singular, ln(T) tal que coincidís amb S. Però això no es pot fer via sèries de potències; per exemple, la sèrie logarítmica
{\displaystyle \ln(z+1)=z-{\frac {z^{2}}{2}}+{\frac {z^{3}}{3}}-\cdots ,}
convergeix només en el disc unitari obert. Si substituïm z per T en la formulació en sèrie, no podem obtenir una expressió ben definida per ln(T + I) per T + I invertible amb ǁTǁ ≥ 1. Per tant, necessitem un càlcul funcional més general.

### Càlcul funcional i l'espectre
Hom espera que una condició necessària perquè f(T) tingui sentit és que f estigui definida en l'espectre de T. Per exemple, el teorema espectral per matrius normals afirma que tota matriu normal és diagonalitzable unitàriament. Això ens porta a una definició de f(T) quan T és normal. Hom troba dificultats si f(λ) no està definida per algun valor propi λ de T. Altres indicis reforcen la idea que f(T) només pot definir-se si f està definida en l'espectre de T. Si T no és invertible, llavors 0 n'és un valor propi. Com que el logaritme natural no està definit al 0, hom podria esperar que ln(T) no es pogués definir de manera natural; de fet, és així. Com un altre exemple, per
{\displaystyle f(z)={\frac {1}{(z-2)(z-5)}}}
la manera raonable de calcular f(T) semblaria ser
{\displaystyle f(T)=(T-2I)^{-1}(T-5I)^{-1}.\,}
Tot i això, aquesta expressió no està definida si les inverses del segon terme no existeixen, és a dir, si 2 o 5 són valors propis de T.
Donada una matriu T, els valors propis de T dictaminen fins a quin punt es pot definir f(T). És a dir, f(λ) ha d'estar definit per tots els valors propis de T. Per un operador afitat en general, aquesta condició es tradueix en què "f ha d'estar definida en l'espectre de T". Aquesta suposició resulta ser determinant perquè l'aplicació de càlcul funcional f ↦ f(T) tingui certes propietats desitjables.

## Càlcul funcional per un operador afitat

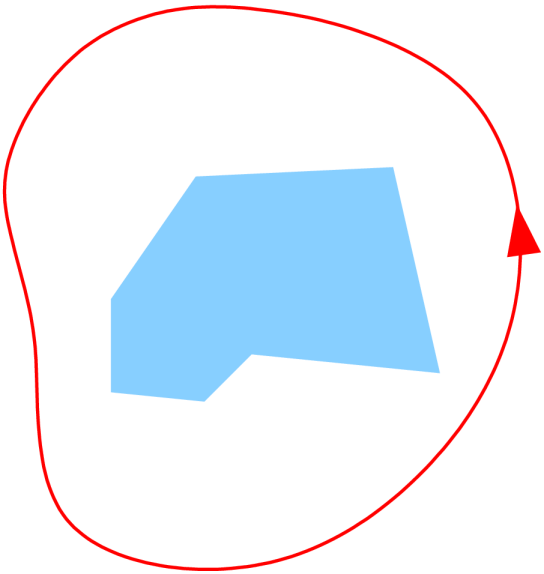
L'espectre σ(T) en blau clar i el camí γ en vermell.

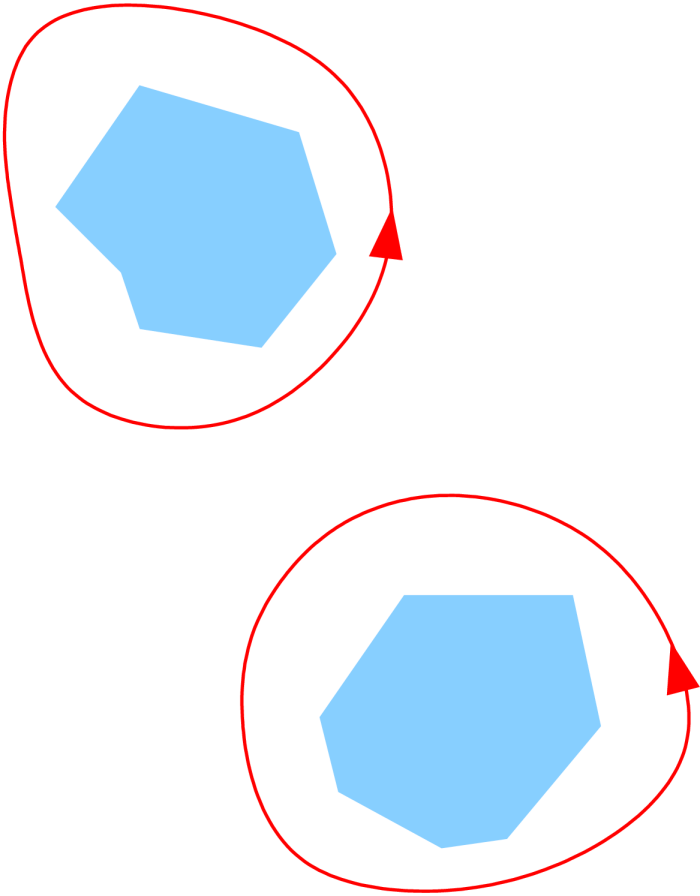
El cas en què l'espectre té múltiples components connexos i el corresponent camí γ.

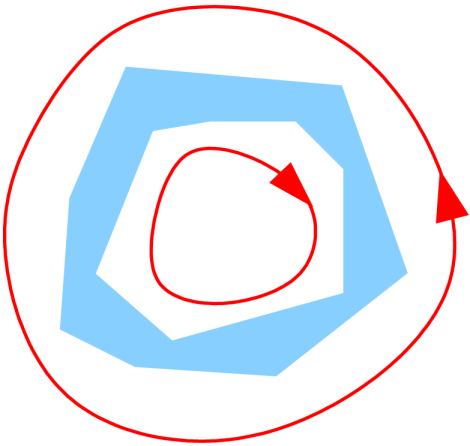
El cas en què l'espectre no és simplement connex.

Sigui X un espai de Banach complex, i denotem per L(X) la família d'operadors afitats en X.
Recordem la fórmula de la integral de Cauchy per la teoria clàssica de funcions. Sigui f: ℂ → ℂ holomorfa en algun conjunt obert D ⊂ ℂ, i sigui Γ una corba de Jordan rectificable en D, és a dir, una corba tancada de longitud finita sense auto-interseccions. La fórmula de la integral de Cauchy afirma que
{\displaystyle f(z)={\frac {1}{2\pi i}}\int \nolimits _{\Gamma }{\frac {f(\zeta )}{\zeta -z}}\,d\zeta }
per qualsevol z a l'interior de Γ, és a dir, l'índex de Γ al voltant de z és 1. La idea és estendre aquesta fórmula a funcions que prenen valors en l'espai de Banach L(X). La fórmula de la integral de Cauchy suggereix la següent definició (de moment, només formal):
{\displaystyle f(T)={\frac {1}{2\pi i}}\int _{\Gamma }{\frac {f(\zeta )}{\zeta -T}}\,d\zeta ,}
on (ζ−T)−1 és la resolvent de T a ζ.
Suposant que aquesta integral avaluada a l'espai de Banach està definida apropiadament, aquest càlcul funcional que proposem implica les següents condicions necessàries:
1. Com que la versió escalar de la fórmula de la integral de Cauchy aplica per f holomorfa, podem anticipar que també és vàlida pel cas d'espais de Banach, on hi hauria d'haver una noció adequada d'holomorfia per funcions que prenen valors en l'espai de Banach L(X).
2. Com que l'aplicació resolvent ζ ↦ (ζ−T)−1 no està definida en l'espectre de T, σ(T), la corba de Jordan Γ no ha d'intersectar σ(T). És més, l'aplicació resolvent és holomorfa en el complement de σ(T). Així, per obtenir un càlcul funcional no trivial, Γ ha d'encerclar, almenys en part, σ(T).
3. El càlcul funcional hauria d'estar ben definit, en el sentit que f(T) ha de ser independent de Γ.

La definició completa del càlcul funcional és el següent: si T ∈ L(X), definim
{\displaystyle f(T)={\frac {1}{2\pi i}}\int \nolimits _{\Gamma }{\frac {f(\zeta )}{\zeta -T}}\,d\zeta ,}
on f és una funció holomorfa definida en un conjunt obert D ⊂ ℂ que conté σ(T), i sigui Γ = {γ1, ..., γm} una col·lecció de corbes de Jordan en D tal que σ(T) és a l'interior de Γ, i cada γi està orientada en sentit positiu.
El conjunt obert D pot variar amb f i no és necessàriament connex, com es pot veure en les figures annexes.
Les subseccions següents precisen més les nocions apuntades en la definició, i mostren que f(T) está ben definida sota certes condicions.

### Integral avaluada a espais de Banach
Per una funció contínua g definida en un entorn obert de Γ i amb valors a L(X), la integral de contorn {\displaystyle {\textstyle \int }\!_{\scriptscriptstyle \Gamma }g} es defineix de la mateixa manera que el cas escalar. Podem parametritzar cada γi ∈ Γ per un interval [a, b], i la integral és el límit de les sumes de Riemann obtingudes mitjançant particions cada cop més fines de [a, b]. Les sumes de Riemann convergeixen en la topologia d'operador. Definim
{\displaystyle \int _{\Gamma }g=\sum \nolimits _{i}\int _{\gamma _{i}}g.}
En la definició del càlcul funcional, suposem que f és holomorfa en un entorn obert de Γ. Més endavant demostrarem que l'aplicació resolvent és holomorfa en el conjunt resolvent. Així, la integral
{\displaystyle {\frac {1}{2\pi i}}\int _{\Gamma }{\frac {f(\zeta )}{\zeta -T}}\,d\zeta }
té sentit.

### L'aplicació resolvent
L'aplicació ζ ↦ (ζ−T)−1 s'anomena aplicació resolvent de T. Està definida en el complement de σ(T), anomenat el conjunt resolvent de T, i es denota per ρ(T).
La teoria clàssica de funcions es basa en les propietats de la integral
{\displaystyle {\frac {1}{2\pi i}}\int _{\Gamma }{\frac {d\zeta }{\zeta -z}}\,d\zeta .}
El càlcul funcional holomorf és similar, en el sentit que l'aplicació resolvent té un paper crucial a l'hora d'obtenir propietats que calen per un càlcul funcional adequat. Aquesta subsecció esbossa algunes propietats de l'aplicació resolvent que resulten crucials en aquest context.

#### Una fórmula per la resolvent
Un càlcul directe mostra que, per z1, z₂ ∈ ρ(T),
{\displaystyle (z_{1}-T)^{-1}-(z_{2}-T)^{-1}=(z_{1}-T)^{-1}(z_{2}-z_{1})(z_{2}-T)^{-1}.\,}
Aleshores
{\displaystyle (z_{1}-T)^{-1}(z_{2}-T)^{-1}={\frac {(z_{1}-T)^{-1}-(z_{2}-T)^{-1}}{(z_{2}-z_{1})}}.}
Aquesta equació s'anomena la primera fórmula resolvent. La fórmula diu que (z1−T)−1 i (z₂−T)−1 commuten, que introdueix la idea que la imatge del càlcul funcional serà una àlgebra commutativa. Si fem tendir z₂ → z1, observem que l'aplicació resolvent és diferenciable (als complexos) en tot z1 ∈ ρ(T). Per tant, la integral en l'expressió del càlcul funcional convergeix en L(X).

#### Holomorfia
Si tenim en compte l'aplicació resolvent, podem establir un enunciat més fort que no pas el de diferenciabilitat. El conjunt resolvent ρ(T) és, de fet, un conjunt obert on l'aplicació resolvent és holomorfa. Aquesta propietat la utilitzarem més endavant per raonar el càlcul funcional. Per verificar aquesta afirmació, sigui z1 ∈ ρ(T) i observem que l'expressió formal
{\displaystyle {\frac {1}{z_{2}-T}}={\frac {1}{z_{1}-T}}\cdot {\frac {1}{1-{\frac {z_{1}-z_{2}}{z_{1}-T}}}}}
suggereix que considerem
{\displaystyle (z_{1}-T)^{-1}\sum _{n\geq 0}\left((z_{1}-z_{2})(z_{1}-T)^{-1}\right)^{n}}
per (z₂−T)−1. La sèrie anterior convergeix en L(X), la qual cosa implica l'existència de (z₂−T)−1, si
{\displaystyle |z_{1}-z_{2}|<{\frac {1}{\left\|(z_{1}-T)^{-1}\right\|}}.}
Per tant, el conjunt resolvent ρ(T) és obert, i l'expansió en sèrie de potències en un disc obert centrat a z1 ∈ ρ(T) ens mostra que l'aplicació resolvent és holomorfa en on ρ(T).

#### Sèrie de Neumann
Ens serà útil una altra expressió per (z−T)−1. L'expressió formal
{\displaystyle {\frac {1}{z-T}}={\frac {1}{z}}\cdot {\frac {1}{1-{\frac {T}{z}}}}}
ens porta a considerar
{\displaystyle {\frac {1}{z}}\sum _{n\geq 0}\left({\frac {T}{z}}\right)^{n}.}
Aquesta sèrie, la sèrie de Neumann, convergeix a (z−T)−1 si
{\displaystyle \left\|{\frac {T}{z}}\right\|<1,\;{\text{és a dir, }}\;|z|>\|T\|.}

#### Compacitat de σ(T)
De les dues últimes propietats de la resolvent podem deduir que l'espectre σ(T) d'un operador afitat T és un subconjunt compacte de ℂ. Per tant, per qualsevol conjunt obert D tal que σ(T) ⊂ D, existeix un sistema de corbes de Jordan Γ suau i orientat positivament, Γ = {γ1, ..., γm} tal que σ(T) és a l'interior de Γ i el complement de D està fora de Γ. Per tant, per definició del càlcul funcional, podem trobar una família de corbes de Jordan adequada per cada f que sigui holomorfa a algun D.

### Ben definida
L'argumentació anterior ens ha mostrat que la integral té sentit, és a dir, existeix una col·lecció de corbes de Jordan Γ per cada f i aquesta integral convergeix en el sentit apropiat. El que no hem vist fins ara és que aquesta definició del càlcul funcional no és ambigua, és a dir, no depèn de l'elecció de Γ. Ara ho veurem.

#### Fet preliminar
Per una col·lecció de corbes de Jordan Γ = {γ1, ..., γm} i un punt a ∈ ℂ, l'índex de Γ respecte a a és la suma dels índexs dels seus elements. Si definim:
{\displaystyle n(\Gamma ,a)=\sum \nolimits _{i}n(\gamma _{i},a),}
tenim el següent teorema de Cauchy:
| Sigui G ⊂ ℂ un conjunt obert i sigui Γ ⊂ G. Si g:ℂ → ℂ és holomorfa a G, i per tot a en el complement de G, n(Γ, a) = 0, llavors la integral de contorn de g en Γ és zero. Cauchy |

#### Argument principal
Com que el càlcul funcional està ben definit, n'obtenim aquesta conseqüència. Sigui D un conjunt obert que conté σ(T). Suposem que Γ = {γi} i Ω = {ωj} són dues col·leccions (finites) de corbes de Jordan que satisfan la hipòtesi que hem fet pel càlcul funcional. Volem demostrar que
{\displaystyle \int _{\Gamma }{\frac {f(\zeta )}{\zeta -T}}\,d\zeta =\int _{\Omega }{\frac {f(\zeta )}{\zeta -T}}\,d\zeta .}
Construïm Ω′ a partir de Ω tot invertint l'orientació de cada ωj; aleshores
{\displaystyle \int _{\Omega }{\frac {f(\zeta )}{\zeta -T}}\,d\zeta =-\int _{\Omega '}{\frac {f(\zeta )}{\zeta -T}}\,d\zeta .}
Considerem la unió de les dues col·leccions Γ ∪ Ω′. Tant Γ ∪ Ω′ com σ(T) són compactes. Per tant, hi ha algun conjunt obert U que conté Γ ∪ Ω′ tal que σ(T) està contingut en el complement de U. Qualsevol a en el complement de U té índex n(Γ ∪ Ω′, a) = 0 i la funció
{\displaystyle \zeta \mapsto {\frac {f(\zeta )}{\zeta -T}}}
és holomorfa en U. Així, la versió avaluada sobre vectors del teorema de Cauchy ens dona
{\displaystyle \int _{\Gamma \cup \Omega '}{\frac {f(\zeta )}{\zeta -T}}\,d\zeta =0}
és a dir,
{\displaystyle \int _{\Gamma }{\frac {f(\zeta )}{\zeta -T}}\,d\zeta +\int _{\Omega '}{\frac {f(\zeta )}{\zeta -T}}\,d\zeta =\int _{\Gamma }{\frac {f(\zeta )}{\zeta -T}}\,d\zeta -\int _{\Omega }{\frac {f(\zeta )}{\zeta -T}}\,d\zeta =0.}
Per tant, el càlcul funcional està ben definit.
En conseqüència, si f1 i f₂ són dues funcions holomorfes definides en els corresponents entorns D1 i D₂ de σ(T), i són iguals en un conjunt obert que conté σ(T), llavors f1(T) = f₂(T). Addicionalment, encara que D1 pot no ser igual a D₂, l'operador (f1 + f₂) (T) està ben definit. El mateix és vàlid per la definició de (f1·f₂)(T).

### Sobre la hipòtesi quefsigui holomorfa en un entorn obert de σ(T)
Encara no hem fet servir en tota la seva potència el fet que f sigui holomorfa. Per la convergència de la integral, només hem fet servir que és contínua. Per demostrar que està ben definida, només hem necessitat que f sigui holomorfa en un conjunt obert U que conté els contorns Γ ∪ Ω′ però no σ(T). Farem servir la suposició d'holomorfia quan mostrem la propietat d'homomorfisme del càlcul funcional.

## Resultats relacionats
Amb hipòtesis més fortes, quan T és un operador normal actuant sobre un espai de Hilbert, el domini del càlcul funcional es pot eixamplar. Si comparem ambdós resultats, hom pot establir una certa analogia amb la relació entre el teorema espectral per matrius normals i la forma canònica de Jordan. Si T és un operador normal, hom pot obtenir un càlcul funcional continu, és a fir, podem avaluar f(T), on f és una funció contínua definida a σ(T). Usant la maquinària de la teoria de la mesura, aquest concepte es pot estendre a funcions que siguin només mesurables (vegeu el càlcul funcional de Borel). En aquest context, si E ⊂ σ(T) és una àlgebral de Borel i E(x) és la funció característica de E, l'operador de projecció E(T) és un refinament dels ei(T) que hem vist abans.
El càlcul funcional de Borel s'estén a operadors autoadjunts no afitats en un espai de Hilbert.
Utilitzant un llenguatge una mica més abstracte, el càlcul funcional holomorf es pot estendre a qualsevol element d'una àlgebra de Banach, usant essencialment els mateixos arguments que hem vist. De forma semblant, el càlcul funcional continu és vàlid per elements normals en una C*-àlgebra, així com el càlcul funcional mesurable per elements normals d'una àlgebra de von Neumann.

### Operadors no afitats
Es pot definir un càlcul funcional holomorf d'una manera semblant per operadors tancats no afitats amb un conjunt resolvent no-buit.